# Afterburner (Dance Gavin Dance)
Afterburner è il nono album in studio del gruppo musicale statunitense Dance Gavin Dance, pubblicato nel 2020.

## Tracce
1. Prisoner – 3:46
2. Lyrics Lie – 3:56
3. Calentamiento Global – 3:58
4. Three Wishes – 3:28
5. One in a Million – 3:41
6. Parody Catharsis – 3:41
7. Strawberry's Wake – 3:37
8. Born to Fail – 3:28
9. Parallels – 3:36
10. Night Sway – 2:52
11. Say Hi – 3:51
12. Nothing Shameful (featuring Andrew Wells) – 4:01
13. Into the Sunset (featuring Bilmuri) – 4:30

## Formazione
Dance Gavin Dance
- Tilian Pearson – voce, cori
- Jon Mess – voce
- Will Swan – chitarra, voce, cori
- Tim Feerick – basso
- Matthew Mingus – batteria, percussioni

Altri musicisti
- Martin Bianchini – chitarra (traccia 11)
- Marc Okubo – chitarra (2)
- Zachary Garren – chitarra (6)
- Sergio Medina – chitarra (1, 8, 12)
- Andrew Wells – chitarra (10), voce (2, 12)
- Johnny Franck (Bilmuri) – voce (13)